# Желе
Желето (от фр. gelée), наричано още желатинов десерт (gelatin dessert), e десерт, приготвен с подсладен и ароматизиран преработен колагенов продукт (желатин). Този вид десерт за първи път е записан като желе от Хана Глас в книгата ѝ „Изкуството на готварството от 18 век“. Желето е представено и в най-продаваните готварски книги на английски писатели на храни Елиза Актън и Изабела Бетон през 19 век.

## Приготвяне
Желето се изготвя по два основни начина:
1. Желиращи свойства са резултат от варени във вода животинските кости или хрущяли, при което се получава желатин (E441) – прост белтък, резултат от хидролизата на колагена.
2. Желето може да се направи и със сироп от плодове, които съдържат много пектин, което не налага непременно добавянето на желатин. Сокът от сварените и прецедени плодове (малини или други червени плодове, дюли, ябълки, грозде) се вари със захар и лимонов сок.

Желетата могат да бъдат направени чрез комбиниране на обикновен желатин с други съставки или чрез използване на предварително смесена смес от желатин с добавки.
Напълно приготвените желатинови десерти се продават в най-различни форми, вариращи от големи декоративни форми до индивидуални чаши за сервиране.